# Anna Tumarkin
Anna Tumarkin (în belarusă А́нна-Э́стер Паўлаўна Тума́ркін, în ebraică אנה-אסתר פבלובנה טומרקין, n. 16 februarie 1875, Dubroŭna⁠(d), Mogilev Governorate⁠(d), Imperiul Rus – d. 7 august 1951, Muri bei Bern⁠(d), Berna, Elveția) a fost o academiciană elvețiană, născută în Rusia, prima femeie care a devenit profesor de filozofie la Universitatea din Berna. Ea a fost prima femeie din Europa care a primit permisiunea de a examina candidați doctoranzi și profesori și prima femeie care a fost membru în Senatul Universitar peste tot în Europa.

## Tinerețe
Anna-Ester Pavlovna Tumarkin s-a născut pe 16 februarie 1875 în Dubrovno, în gubernia Moghilev a Imperiului Rus, fiică a Sofiei (născută Gertsenshtein sau Herzenstein) și a lui Poltiel Moiseevich Tumarkin (cunoscut de asemenea și ca Pavel). Tatăl ei era comerciant basarabean, care avea și statut de nobil.    Ca evreu ortodox, Pavel a refuzat inițial să le permită copiilor lui să studieze limba rusă, dar copiii au dobândit cu timpul cunoștințe atât în limba rusă, cât și în limba germană. Când încă era copil, familia s-a mutat la Chișinău, capitala guberniei Basarabiei. A urmat gimnaziul într-o școlală de fete iar apoi și-a continuat studiile într-o școală normală, mixtă.  
Dorind să-și continue studiile universitate, dar descoperind că învățământul superior era interzis în Rusia,  în 1892, Tumarkin s-a mutat în Elveția pentru a studia la Universitatea din Berna, avându-l profesor pe Ludwig Stein.   Trei ani mai târziu, ea și-a prezentat teza având ca tema o dezbatere între Johann Gottfried Herder și Immanuel Kant,  , pe care și-a apărat-o cu succes, și a trecut examenele, obținând doctoratul.  În aceeași perioadă, a întâlnit-o pe Anna Hoff, o femeie mai în vârstă și prietenă a lui Dr. Stein, care adesea frecventa prelegerile pe care acesta le ținea la domiciliu. Cele două au devenit prietene, făcându-și obiceiul să stea împreună la prelegeri, în timp ce Hoff a prezentat-o pe Tumarkin fiicei sale, Ida Hoff, care era cu doar cinci ani mai tânără decât Tumarkin.  Tumarkin și tânăra Hoff vor deveni mai târziu foarte apropiate de-a lungul vieții, deși nu există nicio dovadă într-un fel sau altul pentru a determina dacă relația lor a fost un parteneriat lesbian.  După un timp s-a mutat la Berlin, unde a continuat studiile timp de trei ani, alături de Wilhelm Dilthey și Erich Schmidt, înainte de a se întoarce la Berna pentru a-și completa teza și a-și finaliza examenul pentru pedagogie în 1898, devenind nu doar prima femeie din Elveția care a obținut un post-doctoral, dar și prima femeie din Europa.   

## Carieră
Deoarece nu exista niciun precedent pentru ca o femeie să fie numită la facultatea de istorie sau filozofie, o scrisoare a fost trimisă lui Albert Gobat, directorul facultății din Berna, pentru a întreba dacă există o obiecție față de numirea unei femei ca profesor asistent. Deoarece acesta nu a avut nicio obiecție, Tumarkin a primit titlul Venia Docendi devenind profesoară.    Până în 1905, ea a devenit prima femeie lector la Universitatea din Berna, iar în 1906 a devenit profesoară onorifică, o altă premieră pentru Universitatea din Berna.    Prelegerile ei se întindeau de la filosofi clasici precum Platon și Aristotel la filosofi moderni, cum ar fi Martin Heidegger, ea având o afinitate specială pentru Johann Gottfried Herder, Kant și Baruch Spinoza.  Când Stein a plecat în 1909, ea a preluat postul și a fost promovată la statutul de Professor extraordinarius.   Ea a fost singura femeie care a depus candidatura pentru acest post, din cei 30 de candidați. Deși avea calificări adecvate, administrația nu dorea să-i acorde statutul de directoare a departamentului, care, în schimb, a mers la Richard Herbertz.  Deși a îndeplinit aceleași îndatoriri pe care le-a avut Stein, inclusiv predarea, pregătirea examenelor profesorale și supravegherea doctoranzilor, Tumarkin nu a primit niciodată statutul de directoare a departamentului; totuși, numirea ei a fost prima poziție acordată unei femei în Europa.    La 13 mai 1910 a primit loc în Senatul Universității, ca prima femeie din Elveția sau Europa, făcând parte din cel mai înalt organism academic la universitate.  
În 1912, Tumarkin a devenit colega de cameră a lui Ida Hoff, care la acea dată absolvise studiile și devenise una dintre primii medici de sex feminin din Berna. Hoff și-a început cariera profesională în 1911 și recent s-a mutat într-o casă mai mare pe strada Amthausgasse (stradă predominantă de clădiri de birouri) pentru a-și facilita creșterea profesională.  Având o cameră de locuit în plus, ea a rugat-o pe Tumarkin să i se alăture pentru a partaja cazarea.  Cele două femei erau opuse ca personalitate; Hoff era ferm întemeiată, spirit practic dar și liber, în timp ce Tumarkin era o gânditoare abstractă, prefera rutina și era adesea angajată în căutarea unor explicații raționale pentru anumite lucruri mărunte.  În 1918, pașaportul rusesc al lui Tumarkin a fost anulat când Chișinăul a devenit parte a Regatului României, astfel ea a aplicat pentru cetățenia elvețiană care i-a fost acordată în 1921.  În același an, în primăvară, s-au mutat într-o nouă casă pe strada Hallwylstrasse, câțiva metri distanță de Biblioteca Națională a Elveției, umplând casa cu mobilier frumos și realizând o cameră ca bibliotecă proprie. 
Hoff a fost una dintre primele femei din Berna, care deținea o mașină, iar cele două femei se bucurau de acest lucru ieșind la plimbare, duminica, pentru a vizita diferitele cantoane din Elveția. De asemenea, s-au aventurat în străinătate  realizând o călătorie în 1925, când, pentru prima dată, Tumarkin împreună cu Hoff au fost să-și viziteze familia la Chișinău.  De asemenea, au făcut o călătorie și în Grecia în 1927.  În anii 1920, Hoff, care era o feministă convinsă, i-a prezentat lui Tumarkin avantajele votului femeilor și ulterior, Tumarkin s-a angajat să susțină acest lucru. În 1928 a participat la prima expoziție elvețiană dedicată muncii femeilor ( germană Schweizeische Ausstellung für Frauenarbeit (SAFFA) germană Schweizeische Ausstellung für Frauenarbeit (SAFFA) germană Schweizeische Ausstellung für Frauenarbeit (SAFFA) ), reprezentând participanții științifici.  În același an, a publicat două lucrări, Ein Blick în Das Geistesleben der Schweizer Frauen (O privire istorică asupra vieții spirituale a femeilor elvețiene ) și Das Stimmrecht der Frauen (Drepturile de vot ale femeilor), evaluând locul femeilor în societatea elvețiană. 
Evenimentele din țara sa în timpul Revoluției Ruse, Războiul civil rus și ridicarea partidului nazist în Germania au fost profund îngrijorătoare pentru Tumarkin, a cărei familie fusese ținută sub supraveghere și amenințată de deportare. În 1937, ea și Hoff au făcut o altă călătorie pentru a-și vizita familia și au fost lovite de contrastul dur dintre cele două vizite.   În același an, i-a fost acordată Premiul Teodor Kocher de la Universitate.  Între anii 1930 și 1940, Tumarkin a publicat numeroase lucrări care au evaluat cultura rusă în contextul istoric, precum și modul în care aceasta a modelat societatea elvețiană. Unele dintre lucrările sale cele mai remarcate în acest context sunt Der Aesthetiker Johann Georg Sulzer (The Aesthetist Johann Georg Sulzer, 1933), Das Problem der Freiheit in der schweizerischen Philosophie (Problema libertății în filosofia elvețiană, 1940), și Der Anteil der Schweiz an der Entwicklung der Philosophie (Contribuțiile Elveției în dezvoltarea filosofiei, 1942).  Publicarea ei din 1948, Wesen und der Werden schweizerischen Philosophie (Fiind și devenind filosofie elvețiană) a evaluat istoria intelectuală de la Huldrych Zwingli la Johann Heinrich Pestalozzi și a concluzionat că elvețienii au dezvoltat o filozofie autonomă. 
Evenimentele Holocaustului, în care a pierdut mulți membri ai familiei și prieteni, au început să-i afecteze sănătatea. În 1943, a fost forțată să se pensioneze pentru probleme medicale, când a dezvoltat boala filarioză limfatică.   Hoff a încercat să aibă grijă de ea acasă, dar declinul lui Tumarkin a continuat și a devenit din ce în ce mai confuză. 

## Moartea și moștenirea
La șase săptămâni după ce Hoff a adus-o pe Tumarkin la Casa Deaconess Siloah din Gümligen, Tumarkin a murit pe data de 7 august 1951. Voința lui Hoff de a trăi a fost zdruncinată de pierderea partenerei sale, astfel și ea a murit exact un an mai târziu, pe 4 august 1952.  Lucrarea lui Tumarkin asupra fostului său consilier, Wilhelm Dilthey (1912), a influențat felul în care viitorii savanți i-au evaluat lucrarea, definind trei faze ale dezvoltării sale, care arată cum au evaluat aceleași probleme în momente diferite din unghiuri diferite, ajungând aparent la soluții contradictorii. Tumarkin a descris procesul său ca fiind „o dezvoltare organică cu cercurile sale concentrice: într-o manieră mai profundă și mai originală”. 
În februarie 2000, lângă clădirea originală care găzduiește Universitatea din Berna, în onoarea ei, o stradă îi poartă numele, Tumarkinweg.  În anul 2014, a fost publicată, de editura Slatkine, o carte dedicată pionierilor femeilor, Pionnières de la Suisse moderne (Pionierii moderni ai Elveției: femeile care au trăit pentru libertate), care a inclus și un profil al lu Tumarkin.  